# Polistes capnodes
Polistes capnodes är en getingart som beskrevs av Vecht 1971. Polistes capnodes ingår i släktet pappersgetingar, och familjen getingar.

## Underarter
Arten delas in i följande underarter:
- P. c. incomptus
- P. c. quadrifasciatus